# جاده باز (فیلم ۲۰۱۲)
جاده باز (به انگلیسی: Open Road) یا جاده خالی فیلمی محصول سال ۲۰۱۲ و به کارگردانی مارسیو گارسیا است. در این فیلم بازیگرانی همچون کمیلا بل، کالین اگلسفیلد، اندی گارسیا، جولیت لوئیس، جان سوج و مایکل کینگ ایفای نقش کرده‌اند.